# Carsten Könneker
Carsten Könneker (né le 15 février 1972 à Leverkusen, Allemagne) est un journaliste scientifique allemand et un chercheur en communication scientifique. De 2010 à 2019, il a été rédacteur en chef de Spektrum der Wissenschaft, l'édition allemande de Scientific American. De 2012 à 2018, il a également été professeur de communication scientifique et des science studies à l’Institut de technologie de Karlsruhe et directeur fondateur de l'Institut national allemand pour la communication scientifique, à Karlsruhe.

## Biographie
Carsten Könneker a étudié la littérature allemande, la philosophie et l'histoire de l'art (Master of Arts, Washington University, Saint Louis, États-Unis, 1997) et la physique (Diplôme, Université de Cologne, Allemagne, 1998). En 1995/96, il avait étudié un semestre à l'Université Blaise-Pascal à Clermont-Ferrand. De 1998 à 2000, il a rédigé sa dissertation sur la réception littéraire, esthétique et politico-idéologique de la théorie de la relativité et de la mécanique quantique pendant la République de Weimar et le national-socialisme. Cette thèse a bénéficié d'une bourse de la Studienstiftung des deutschen Volkes (Fondation universitaire du peuple allemand).

## Carrière
En 2000, Carsten Könneker est devenu rédacteur à Spektrum der Wissenschaft, l'édition allemande de Scientific American et la publication sœur de Pour la science. Il a contribué au développement du magazine de vulgarisation scientifique Gehirn & Geist, fondé en 2002, qui propose une couverture interdisciplinaire des neurosciences, de la psychologie, de l’intelligence artificielle et de la philosophie de l'esprit, et qui est publié en France sous la forme d'une édition adaptée sous le titre Cerveau et Psycho depuis 2003. En 2004, il est devenu rédacteur en chef de Gehirn & Geist et, en 2010, aussi de Spektrum der Wissenschaft. En tant que rédacteur en chef, Carsten Könneker a développé de nombreuses nouvelles publications, notamment le réseau de blogs scientifiques „SciLogs“, la série de magazines scientifiques pour enfants „Spektrum neo“ et la série numérique monothématique „Spektrum kompakt“.

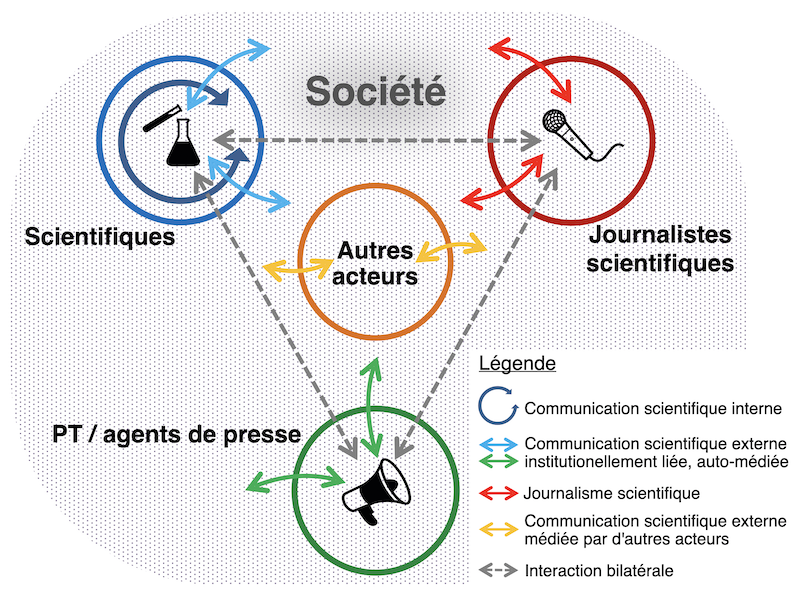
Modèle d'acteur de la communication scientifique selon Carsten Könneker

En 2012, outre son travail journaliste, Carsten Könneker a été nommé professeur titulaire pour la communication scientifique et les science studies à l’Institut de technologie de Karlsruhe, où il a participé à la création du domaine de recherche Science of Science Communication et développé un modèle d'acteur de la communication scientifique qui a été très bien accueilli. Il a également été le directeur scientifique fondateur de l'Institut national allemand pour la communication scientifique à Karlsruhe. Dans la revue scientifique Science, Könneker affirme également que le développement des médias numériques a ouvert de nouvelles possibilités de communication scientifique externe, notamment pour les scientifiques eux-mêmes, ce qui constitue une évolution historique importante liée aux débuts de la science moderne. Il s'est également penché très tôt sur les changements radicaux que l'avènement de l'intelligence artificielle a entraînés pour la science et la communication scientifique et a lancé des débats publics, notamment sur l'avenir du journalisme scientifique à l'ère de l'IA.

## Adhésion à des conseils d’administration
Carsten Könneker est membre de nombreux comités, dont :
- Institut Max-Planck d'astronomie, Heidelberg, Allemagne : Conseil d'administration (depuis 2020)[9]
- Institut Max-Planck de physique nucléaire, Heidelberg, Allemagne : Conseil d'administration (2011-2023)
- Institut Max-Planck de recherche médicale, Heidelberg, Allemagne : Conseil d'administration (2018-2022)
- Institut Max-Planck de neurologie et des sciences cognitives, Leipzig, Allemagne: Conseil d'administration (2008-2013)
- Conseil universitaire de l'Université de Constance (depuis 2023)[10]
- Centre pour l'enseignement supérieur (CHE), Gütersloh, Allemagne : Conseil consultatif scientifique (depuis 2013)[11]
- Science Media Center Germany, Cologne, Allemagne : Conseil de surveillance (depuis 2021)[12]